# Minoru Wakasa
Minoru Wakasa (jap. 若狭 実, Wakasa Minoru; * 8. Juli 1951) ist ein ehemaliger japanischer Skispringer.

## Werdegang
Wakasa, der für das Team der Hokkaidō Takushoku Bank antrat, startete bei der Skiflug-Weltmeisterschaft 1973 auf der Heini-Klopfer-Skiflugschanze in Oberstdorf. Mit Sprüngen auf 130 und 137 Meter erreichte er Rang 17 im Einzelwettbewerb. Bei den Olympischen Winterspielen 1976 in Innsbruck erreichte er auf der Bergiselschanze im Einzelspringen Platz 29.